# 위아영 (음악 그룹)
위아영은 대한민국의 음악 그룹이다. 2017년 싱글 앨범 [다만 널 사랑하고 있어]로 데뷔했다.

## 방송
- 청춘스타 (2022)

## 음반
- bright #5 (2016)
- 다만 널 사랑하고 있어 (2017)
- 사실은 (2017)
- 99% (2017)
- 같은 제목, 다른 노래 (2017)
- 고마워 (2017)
- Re; (2018)
- 귀띔 (2018)
- 안녕아직 (2018)
- 너를 위해 (2021)
- 너로 가득한 하루 (2021)

## 피처링
- Grand Mint Band <So Nice> (2018)

## 수상
- 뷰티풀 민트 라이프 최고의 루키 (2018)
- 신한카드 루키 대상 (2017)
- 마틴 콘테스트 은상 (2017)